# McLaren MP4-21
A McLaren MP4-21 egy Formula–1-es versenyautó, amit a McLaren tervezett a 2006-os idényre Adrian Newey-val. 2006. január 23-án, Circuit de Catalunyában gördült pályára először, amely az előző években már megszokott elnevezési metodikához igazodva az MP4-21-es elnevezést kapta. Az autó színezése a korábbi ezüstről látványos krómra változott, miután az addigi főszponzor West el kellett, hogy hagyja a csapatot a dohányreklámok betiltása miatt. A piros szín viszont hangsúlyosabban köszönt vissza az új főtámogatónak, az Emirates légitársaságnak köszönhetően.
A szezont Kimi Räikkönennel és Juan Pablo Montoyával kezdte meg, de néhány verseny elteltével kiderült, hogy nem olyan versenyképes konstrukció, mint elődje, az MP4-20, bár a megbízhatóság javult. Montoya az amerikai nagydíjt követően elhagyta a csapatot és a Formula–1-et, helyére a csapat tesztpilótája Pedro de la Rosa került. Az 1996-os idény óta először fordult elő, hogy nem nyertek versenyt a Formula–1-ben.
Ebben az évben új motorszabályt vezettek be, mely szerint a korábbi V10-es, 3 literes motorok helyett 2,4 literes, V8-as motorokat használtak a csapatok. A McLaren esetében ez egyéb változásokkal is járt, az addig eltelt tíz évben a Mercedes partnerétől, az Ilmortól kapták a motorokat, ettől az évtől kezdve viszont már gyári Mercedes-Benz motorokat kaptak.

## A szezon
Az új MP4-21 bemutatása után a csapat ismét abban reménykedett, hogy a bajnoki címért fognak harcolni, ám a téli tesztek során kiderült, hogy az új Mercedes V8-as motor nem volt túl erős, sem megbízható.
Az első versenyen Räikkönen az időmérőn történt technikai probléma miatt az utolsó helyről vághatott neki a versenynek, melyen a dobogó legalsó fokát szerezte meg, Michael Schumacher és Fernando Alonso mögött. Montoya ötödik lett, akit szintén technikai hibák hátráltatták. Räikkönen a maláj nagydíjon ütközés miatt kiesett, az ausztrál nagydíjon viszont második lett.
Räikkönen emellett még a brit, a kanadai és a német nagydíjon lett harmadik, az olasz nagydíjon második. Montoya legjobb helyezése ebben az évben monacói második helye volt. Montoya az amerikai nagydíj rajtjánál kiütötte csapattársát, és mindketten kiestek. A verseny után elbocsátották a csapattól. Montoya a McLarennel együtt a Formula–1-et is elhagyta. Helyére a csapat tesztversenyzőjét, Pedro de la Rosát ültették be, aki a magyar nagydíjon második lett. A 2006-os olasz nagydíjon ismertté vált, hogy a visszavonuló Schumacher helyén 2007-ben Kimi Räikkönen versenyez majd a Ferrarinál. Räikkönen az ötödik helyen zárta utolsó versenyét a McLarennel Brazíliában. Az összetett bajnokságban Räikkönen az 5., de la Rosa a 11. helyen, míg Montoya a 8. helyen végzett.

## Képgaléria

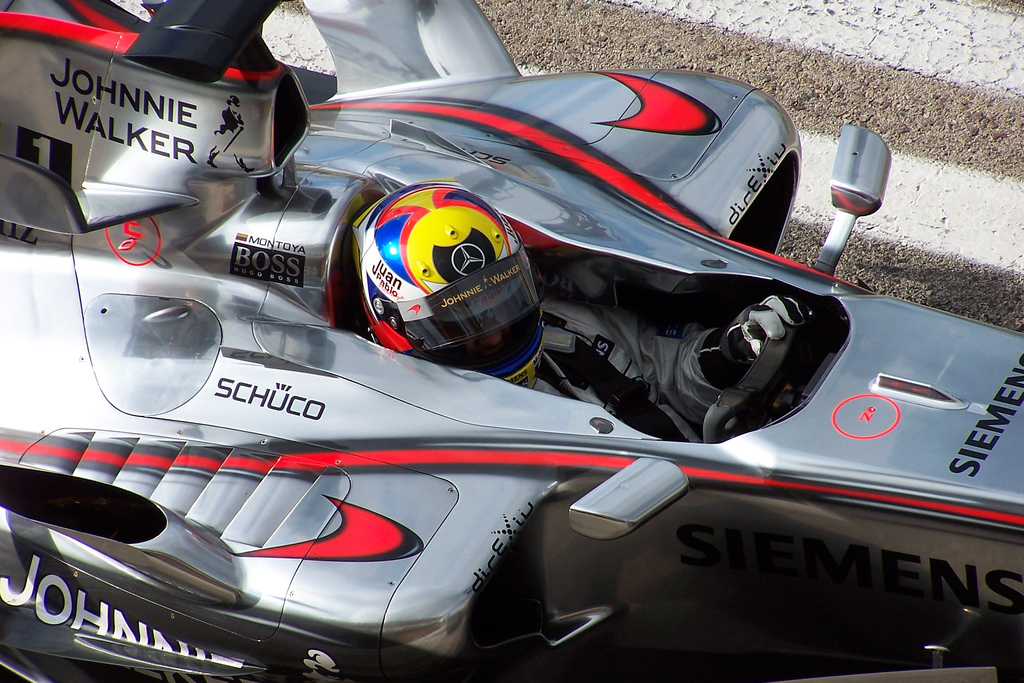
Juan Pablo Montoya a szezon előtti teszten.
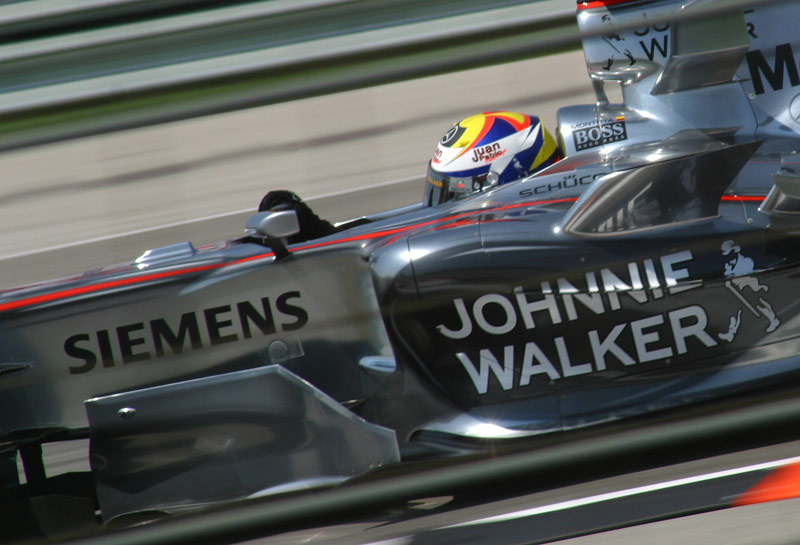
Montoya az amerikai nagydíjon.
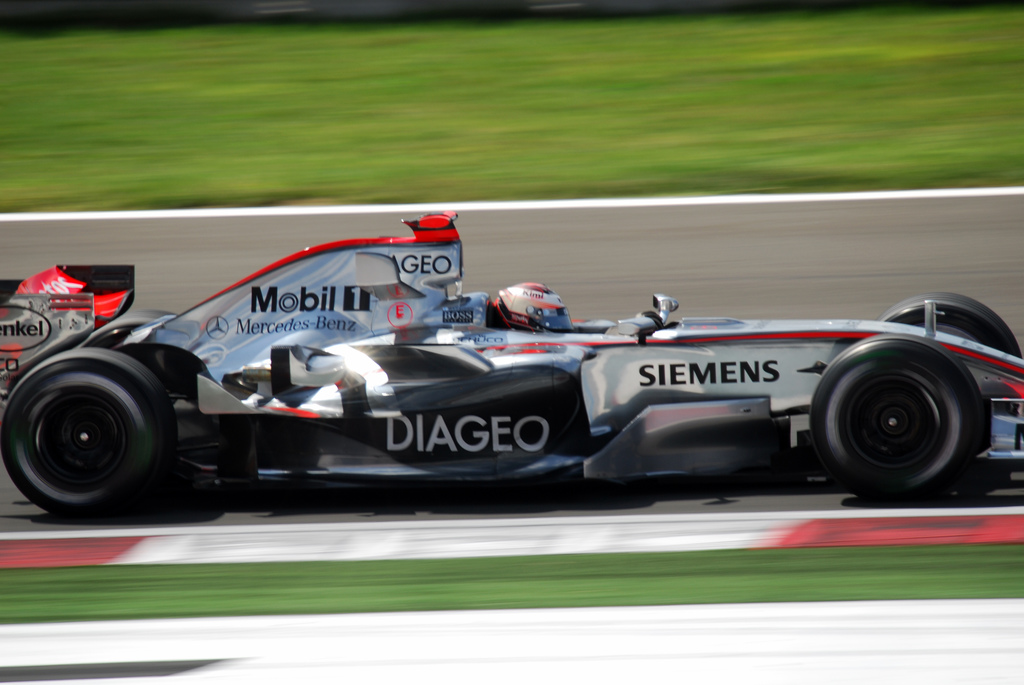
Räikkönen a török nagydíjon.
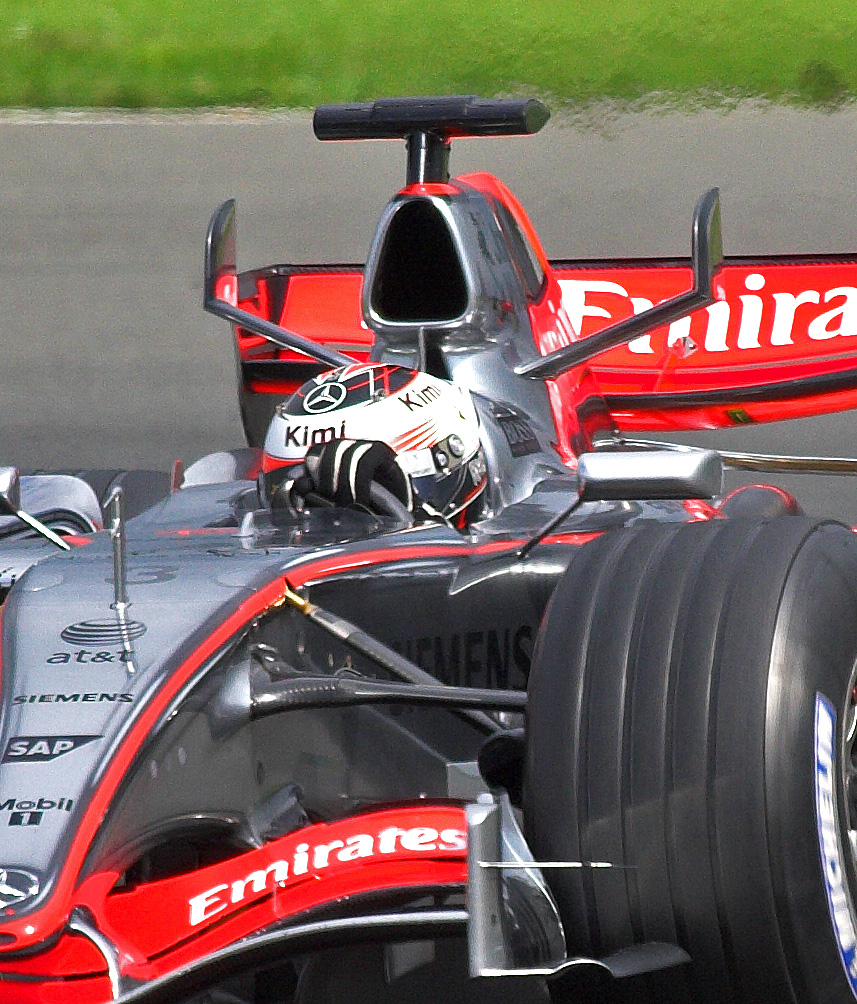
Räikkönen a McLaren MP4-21-es versenyautó volánja mögött.
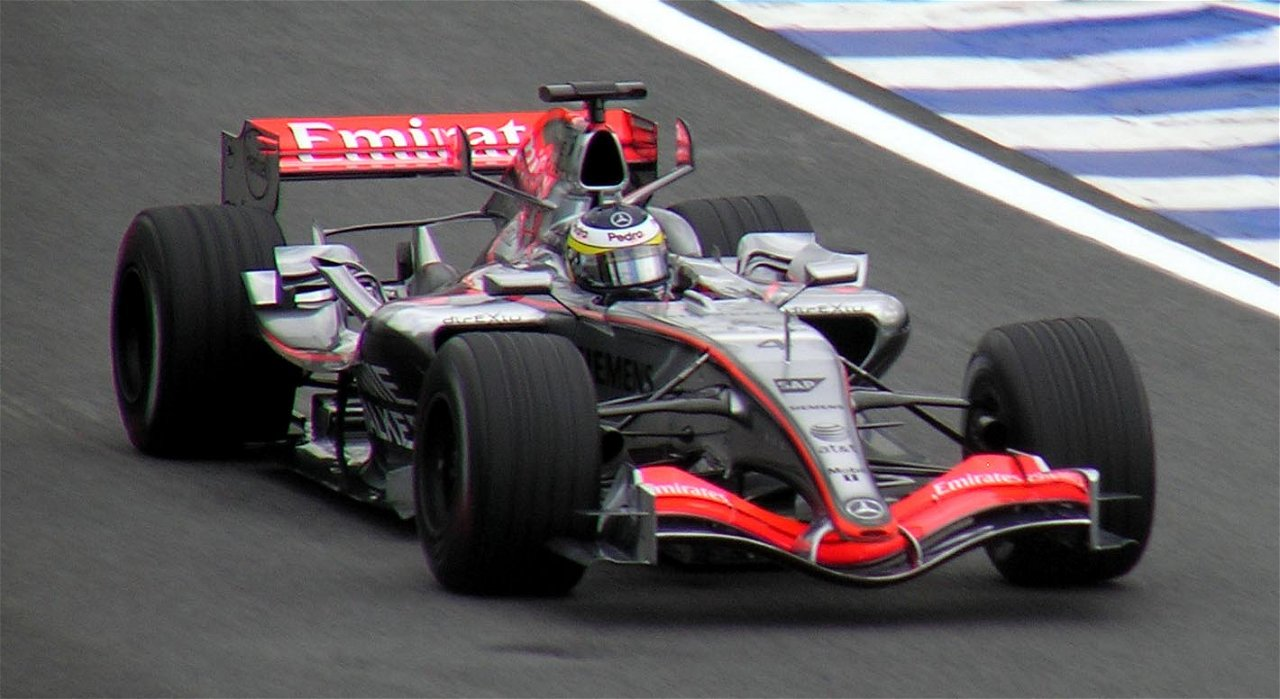
Pedro de la Rosa a szezonzáró brazil nagydíjon.

## Eredmények
(Táblázat értelmezése)

(Félkövér: pole-pozícióból indult; dőlt: leggyorsabb kört futott) 

| Év   | Csapat                | Motor                   | Gumi | Versenyzők         | 1   | 2   | 3   | 4   | 5   | 6   | 7   | 8   | 9   | 10  | 11  | 12  | 13  | 14  | 15  | 16  | 17  | 18  | Pont | Helyezés |
| ---- | --------------------- | ----------------------- | ---- | ------------------ | --- | --- | --- | --- | --- | --- | --- | --- | --- | --- | --- | --- | --- | --- | --- | --- | --- | --- | ---- | -------- |
| 2006 | Team McLaren Mercedes | Mercedes FO 108S 2.4 V8 | M    |                    | BHR | MAL | AUS | SMR | EUR | ESP | MON | GBR | CAN | USA | FRA | GER | HUN | TUR | ITA | CHN | JPN | BRA | 110  | 3.       |
| 2006 | Team McLaren Mercedes | Mercedes FO 108S 2.4 V8 | M    | Kimi Räikkönen     | 3   | Ki  | 2   | 5   | 4   | 5   | Ki  | 3   | 3   | Ki  | 5   | 3   | Ki  | Ki  | 2   | Ki  | 5   | 5   | 110  | 3.       |
| 2006 | Team McLaren Mercedes | Mercedes FO 108S 2.4 V8 | M    | Juan Pablo Montoya | 5   | 4   | Ki  | 3   | Ki  | Ki  | 2   | 6   | Ki  | Ki  |     |     |     |     |     |     |     |     | 110  | 3.       |
| 2006 | Team McLaren Mercedes | Mercedes FO 108S 2.4 V8 | M    | Pedro de la Rosa   |     |     |     |     |     |     |     |     |     |     | 7   | Ki  | 2   | 5   | Ki  | 5   | 11  | 8   | 110  | 3.       |